# 楊馥蔚
楊馥蔚（Faith Yang），原名楊孝芬，新加坡女歌手、詞曲作者，前雙人女子組合兩個女生成員。2001年團體解散後轉戰音樂幕後發展，直至2009年重返幕前並推出首張個人專輯《簡單生活》。

## 音樂作品

### 個人專輯
- 2009年《簡單生活》

### 兩個女生時期專輯
- 1997年《兩個女生同名專輯》
- 1998年《Ready To Fly》
- 1999年《兩人三角》
- 2000年《堅固友情精選輯》

## 詞曲創作
- 1994年 許美靜《陌生人》（詞曲）
- 1995年 陳曉東《與我高飛》
- 1995年 吉娜《解脫》
- 1996年 李國祥《我不要再聽》（詞曲）
- 1996年 彭羚《天使》（詞曲）
- 1996年 辜靖潔《擦肩而過》（詞曲）
- 1998年 彭羚《肥皂》
- 1998年 伊雪莉《不要以為我不會走》
- 1999年 高慧君《插翅難飛》
- 2000年 Makiyo《大聲說再見》
- 2001年 劉德華《願意》
- 2001年 陳潔儀《夜安》
- 2002年 Makiyo《My Love Song》
- 2004年 趙薇《這一刻我相信你說我愛妳》
- 2004年 Caren《Hero》

## 外部連結
- 楊馥蔚個人官網